# Badr Hari
Badr Hari (em árabe: بدر الهواري) (Amsterdam, 8 de dezembro de 1984) é um kickboxer profissional marroquino-neerlandês. Ele foi campeão do K-1 por duas vezes e foi vice-campeão duas vezes do K-1 World Grand Prix (2008 e 2009).

## Carreira

### Início de carreira
O marroquinho amsterdamês Badr Hari começou a praticar kickboxing aos sete anos de idade e iniciou a sua carreira professional de kickboxer aos dezessete anos de idade.
Aos 19 anos de idade, Hari enfrentou pela primmeira vez o russo Alexey Ignashov no Amsterdam Arena em 2003, mas acabou perdendo a luta devido a sua inexperiência no terceiro round.
No início da casa dos vinte anos obteve grandes sucessos, entre outros no K-1 no Japão.

### Estreia no K-1
O caminho para a fama de Hari começou ao lutar duas vezes contra Stefan Leko. O primeiro enfrento entre os dois ocorreu em junho de 2005 no evento holandês It's Showtime. Hari iniciou uma conversa entre ele e seu oponente antes da luta, mas a entrada inusitada de Hari no ringue acabou sendo mais longa do que a luta em si, onde Hari foi nocauteado pela marca registrada de Leko.
Hari teve sua oportunidade de revanche em novembro de 2005, quando entrou no Torneio K-1 do Grand Prix Mundial de 2005 como um lutador reserva contra Leko, fazendo sua estreia no K-1 World GP aos 20 anos de idade. Hari nocauteou Leko com um chute alto na mandíbula às 13h30 do segundo round. Após desentendimentos entre os dois lutadores, Hari ajudou seu oponente a se levantar e acompanhou o alemão atordoado até o canto.

### Campeão mundial dos pesos pesados
Em 28 de abril de 2007, no campeonato mundial K-1 no Havaí, Badr Hari e Yusuke Fujimoto lutaram pelo recém-introduzido cinturão dos pesos pesados. Hari aplicou um chute na cabeça de seu oponente e venceu a luta por nocaute técnico aos 56 segundos. Ele tornou-se o primeiro campeão dos pesos pesados do K-1 com a vitória.

### Carreira posterior e despedida
Aproximadamente dez anos após a primeira luta entre os dois, mais precisamente em novembro de 2013, Hari enfrentou novamente Alexey Ignashov. Na capital russa Moucou, Hari venceu a revanche contra o lutador russo.
Hari fez sua estreia no Glory contra o atual campeão dos pesos pesados Rico Verhoeven em Glory: Collision em 12 de outubro de 2016. Hari parecia ter vencido o primeiro round, abrindo um corte no nariz de Verhoeven. Porém, Verhoeven foi mais agressivo no segundo round e um golpe de joelho quebrou o braço de Hari. Como Hari não pôde continuar lutando, Verhoeven foi premiado com a vitória por nocaute técnico.
Em 3 de março de 2018, Hari lutou contra Hesdy Gerges. Hari venceu a luta por decisão unânime, mas um ano após a luta foi revelado que ambos os lutadores tinham usado suplementos esportivos que continham substâncias proibidas; como resultado, ambos os lutadores foram suspensos. Hari falhou em um teste de drogas antes do Glory 51: Rotterdam, e foi emitida com uma suspensão de 19 meses após testes em amostras fornecidas indicaram uma violação das regras holandesas sobre substâncias proibidas para atletas competitivos. Gerges, que enfrentou Hari no evento, também foi repreendido oficialmente.
Hari desafiou Rico Verhoeven para o Campeonato Peso Pesado do Glory em sua primeira luta pós-suspensão. A luta aconteceu em Glory 74: Arnhem em 21 de dezembro de 2019. No GelreDome lotado, diante de 30 mil fãs, Verhoeven venceu a luta por nocaute técnico no terceiro round. Hari mais uma vez teve sucesso no início, derrubando Verhoeven no primeiro e terceiro rounds. Durante o terceiro round, Hari sofreu uma fratura no tornozelo de um chute perdido, tornando-o mais uma vez incapaz de continuar competindo.
No dia 8 de outubro de 2022, Hari enfrentou Alistair Overeem no GelreDome, no torneio Glory. Após sua derrota contra Overeem, tendo sida a sua sétima derrota consecutiva, Hari anunciou estar pensando em encerrar sua carreira e disse o seguinte ao público presente:

«Acho que não tenho que provar mais nada e consegui conquistar tudo. Quero agradecer-lhes muito por ter vindo. Eu acho que vocês não irão me ver novamente no ringue.» Original (em neerlandês): "Ik denk dat ik niks meer te bewijzen heb en alles bereikt heb. Ik wil jullie heel erg bedanken voor jullie komst. Ik denk niet dat jullie me nog eens terugzien in de ring."— Badr Hari  (em neerlandês)

### De volta aos ringues
Uma luta entre Badr Hari e o britânico James McSweeney estava programada para acontecer na noite de 9 de setembro de 2023, durante o Glory 88 em Paris. Porém, minutos antes da luta começar Hari e sua comitiva subiram ao palco e cancelaram a luta em solidaridade com as vítimas do sismo no Marrocos. Segundo seu treinador Bahr Hari "não pode lutar em função de entretenimento enquanto pessoas lutam para sobreviver." Hari pediu desculpas ao público presente e, pediu também orações para as vítimas no país norte-africano. Ele prometeu voltar à Paris para participar da luta no futuro.
Em 7 de outubro, no Glory 89, Hari foi derrotado pelo estoniano Uku Jürjendal, após sofrer 3 nocautes e uma lesão na perna.

## Vida pessoal
De 2012 a 2014 Hari teve um relacionamento amoroso com a socialite Estelle Cruijff, sobrinha do ex-futebolista e treinador neerlandês Johan Cruijff e ex-mulher do ex-futebolista neerlandês Ruud Gullit.